# Girls (песня Дженнифер Лопес)
«Girls» — песня американской актрисы и певицы Дженнифер Лопес, записанная для её восьмого студийного альбома A.K.A. (2014). Композиция записана при участии американского рэпера Tyga. Автором и продюсером песни выступил  Диджон «DJ Mustard» Макфарлейн, соавторами выступили певица Эйша Брайант и сама Дженнифер Лопес. Кори Руни, Тревор Мацци и Азия Брайант выступили вокальными продюсерами. Сольная версия песни «Girls» вышла 27 января 2014 года в качестве первого промосингла с A.K.A.. Впервые Лопес исполнила песню на чемпионате Dubai World Cup 2014.

## История создания и релиз
20 января 2014 года американский продюсер DJ Mustard написал Дженнифер Лопес в Twitter, что у него есть «несколько клубных хитов, написанных для неё». На следующий день певица Эйша Брайант написала в своём Instagram, что она работает над песней вместе с Лопес. 22 января 2014 года на портале SoundCloud состоялась премьера песни. 27 января композиция стала доступна для цифровой загрузки в США. Официальный ремикс на песню при участии рэпера Tyga стал доступен онлайн 1 марта 2014 года. «Girls» вошла в японское и Target издания альбома A.K.A..

## Запись
Авторами песни являются Эйша Брайант, Дженнифер Лопес и DJ Mustard, который также выступил продюсером трека. «Girls» — хип-хоп и R&B-песня, длительностью три минуты и пятьдесят восемь секунд (3:58). В композиции содержится «вальяжный» и «дребезжащий» тон. В песне Лопес заявляет: «Глубокой ночью девушки хотят повеселиться». Журнал Rap-Up назвал композицию «гимном для женщин». Журнал Vibe описал композицию как «клубный хит». Джон Рейес из The Boombox отметил «звучание трещоток» в песне, которое привнёс DJ Mustard. Рецензент журнала Entertainment Tonight Джеки Уильямс сравнил текст песни с синглом Бейонсе «Single Ladies (Put a Ring on It)».

## Отзывы критиков
Джекис Питерсон с сайта Popdust назвал песню «крутым би-бопом», сравнив её с синглом Tyga «Rack City» (2011) и песнями Кэсси Вентуры из микстейпа RockaByeBaby (2013). Рецензент отметил, что «эта самая урбанистичная песня, которую когда-либо выпустила Дженни» после её ремиксового альбома J to tha L-O!: The Remixes (2002). В журнале Rap-Up написали: «Дамы, сделайте погромче!». Робби До с музыкального сайта Idorator раскритиковал банальный текст песни, но похвалил «мрачноватое однообразное звучание», описав песню как «облегающий, сексуальный трек», схожий с синглом Келли Роуденд «Motivation» (2011). Бред О'Манс негативно отозвался о песне, назвав её довольно посредственной.

## Чарты
| Чарт (2014) | Наивысшая позиция |
| ----------- | ----------------- |
| Южная Корея | 73                |

## История релиза
| Страна         | Дата           | Формат               | Лейбл   |
| -------------- | -------------- | -------------------- | ------- |
| Канада         | 27 января 2014 | Цифровая дистрибуция | Capitol |
| США            | 27 января 2014 | Цифровая дистрибуция | Capitol |
| Франция        | 30 января 2014 | Цифровая дистрибуция | EMI     |
| Германия       | 30 января 2014 | Цифровая дистрибуция | EMI     |
| Италия         | 30 января 2014 | Цифровая дистрибуция | EMI     |
| Великобритания | 30 января 2014 | Цифровая дистрибуция | EMI     |
| Испания        | 30 января 2014 | Цифровая дистрибуция | EMI     |